# 1628 год в науке
В 1628 году произошли различные научные и технологические события, некоторые из которых представлены ниже.

## Публикации

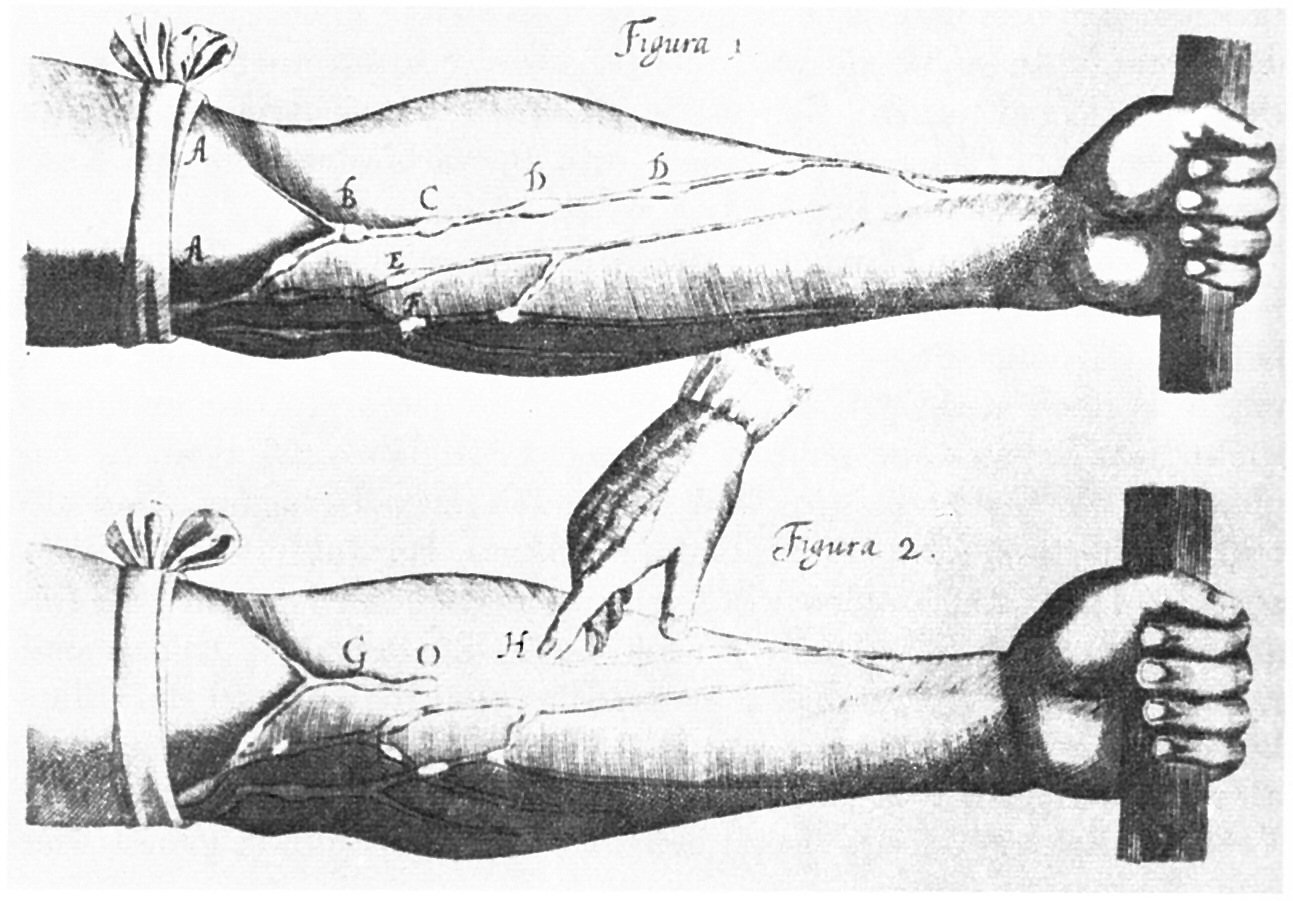
Иллюстрация из книги Гарвея

- Английский врач Уильям Гарвей изложил первую научную теорию кровообращения в трактате  «Анатомическое исследование о движении сердца и крови у животных» (лат. Exercitatio Anatomica de Motu Cordis et Sanguinis in Animalibus), где также опроверг ошибочные взгляды Аристотеля и Галена на этот предмет[1].

## Родились
См. также: Категория:Родившиеся в 1628 году
- 10 марта — Марчелло Мальпиги, итальянский врач, открывший капилляры (умер в 1694 году).
- 23 апреля — Иоганн Худде, голландский математик (умер в 1704 году).

## Скончались
См. также: Категория:Умершие в 1628 году
- 8 июня — Рудольф Гоклениус, немецкий учёный, автор термина «психология» (род. в 1547 году)